# Juan Alderete de la Peña
Juan Alderete de la Peña, anche conosciuto come John Alderete (Los Angeles, 5 settembre 1963), è un bassista statunitense che militava nel gruppo The Mars Volta.

## Biografia
Juan è nato a Los Angeles ed è il quarto di cinque figli.
Le prime influenze musicali di Alderete provengono dal padre, grande appassionato di jazz che settimanalmente lo portava con sé ad ascoltare concerti, e dal fratello appassionato di progressive rock con il quale condivideva l'ascolto di dischi di King Crimson, Yes, Rush e altri.
Conosce Paul Gilbert al Musicians Institute di Hollywood con il quale fonda i Racer X nel 1985 assieme a Harry Gschoesser alla batteria e Jeff Martin alla voce. Con questa formazione i Racer X pubblicano il loro primo album, Street Lethal, nel 1986 e dopo poco Harry Gschoesser abbandona il gruppo e viene sostituito da Scott Travis (futuro batterista dei Judas Priest. Dopo quattro anni dal primo album i Racer X si sciolgono, Paul Gilbert entra nei Big Sir  (band che consacrerà il suo successo) e Juan e Scott Travis assieme a John Corabi formano i The Scream che però non ebbero lunga vita sciogliendosi tre dopo quando Corabi entrò nei Mötley Crüe.
Nel 1997 i Racer X si riuniscono, negli anni successivi pubblicano altri tre album e sono tuttora in attività.
Nel 2003 Juan entra nei The Mars Volta nei quali coprirà il ruolo di bassista fino al loro scioglimento nel 2013.
Il 5 novembre 2017 viene annunciato come nuovo bassista dei Marilyn Manson dopo l'uscita dal gruppo dello storico bassista Twiggy Ramirez.
Il 13 gennaio 2020 ha un incidente in bicicletta che lo riduce in coma a causa di un danno assonale diffuso conseguenza del trauma cranico seguito alla caduta.

## Discografia

### Con i Racer X
- 1986 – Street Lethal
- 1987 – Second Heat
- 1988 – Extreme Volume Live
- 1992 – Extreme Volume II Live
- 1999 – Technical Difficulties
- 2000 – Superheroes
- 2001 – Getting Heavier
- 2002 – Snowball of Doom
- 2002 – Live at the Yokohama: Snowball of Doom 2

### Con i The Scream
- 1991 – Let It Scream
- 1993 – Takin' It To The Next Level (pubblicato nel 2014)
- 2006 – Screamin' Live 1992 (album dal vivo)

### Con i Big Sir
- 2000 – Big Sir
- 2001 – Now That's What I Call Big Sir
- 2006 – Und Die Scheiße Ändert Sich Immer
- 2012 – Before Gardens After Gardens
- 2014 – Digital Gardens

### Con i The Mars Volta
- 2003 – Live
- 2005 – Frances the Mute
- 2005 – Scabdates
- 2006 – Amputechture
- 2008 – The Bedlam in Goliath
- 2009 – Octahedron
- 2012 – Noctourniquet

### Con Omar Rodríguez-López
- 2005 – Omar Rodriguez
- 2006 – Please Heat This Eventually
- 2007 – Se Dice Bisonte, No Bùfalo
- 2007 – Omar Rodriguez-Lopez & Lydia Lunch
- 2007 – The Apocalypse Inside of An Orange
- 2007 – Calibration (Is Pushing Luck and Key Too Far)
- 2008 – Old Money
- 2009 – Cryptomnesia
- 2009 – Los Sueños de un Higado
- 2009 – Xenophanes
- 2010 – Sepulcros de Miel
- 2010 – Cizaña de los Amores
- 2010 – Mantra Hiroshima
- 2010 – Dōitashimashite
- 2013 – Equinox
- 2013 – Unicorn Skeleton Mask
- 2017 – Solid State Mercenaries

### Altri album
- 1995 – DC-10 – Co-Burn
- 1999 – Distortion Felix – Record
- 1999 – Distortion Felix – I’m An Athlete
- 2008 – Vato Negro – Bumpers
- 2010 – Free Moral Agents – Control This
- 2016 – Halo Orbit – Halo Orbit
- 2016 – thegoodnews. – thegoodnews.
- 2018 – Dr. Octagon – Moosebumps: An Exploration Into Modern Day Horripilation The SP 1200 Remixes

### Collaborazioni
- 1990 – MacAlpine – Eyes of the World (basso nei brani Escape The Hell, Tear It Down, Take Me Back, Wild Ride, Cry A Tear e Urban Days)
- 1997 – Paul Gilbert – King of Clubs (basso nel brano The Jam)
- 2002 – Stevie Salas – The Fall And Rise Of Stevie No Wonder (basso nel brano A Lullaby Of Wishes)
- 2006 – Captain Black Heart – Captain Black Heart (basso nel brano Bomb Shelter)
- 2007 – B’z – Action (basso nei brani 純情, 満月よ照らせ , 一心不乱, One On One e オレとオマエの新しい季節)
- 2008 – Stevie Salas – Be What It Is (basso e cori nel brano No Easy Answer)
- 2008 – Free Moral Agents – Free Moral Agents (basso fretless nel brano Eve)
- 2009 – B’z – Action (basso nei brani Dive, Long Time No See e イチブトゼンブ)
- 2013 – G. Love – Bloodshot & Blue (basso nel brano Promises)
- 2013 – Biceratops – Biceratops (basso nei brani Are We Here, The Air Speed Velocity Of A Falcon e Waxing Facial)
- 2015 – Jonwayne – Jonwayne is Retired (basso nei brani Beacon e Green Light)
- 2017 – B’z – 声明/Still Alive (basso nel brano フキアレナサイ)
- 2017 – Jonwayne – Rap Album Two (basso nel brano Out Of Sight)
- 2017 – Danny Watts – Black Boy Meets World (basso nei brani Ain't No Problem e Uprooted)
- 2019 – Lisa Papineau – Oh Dead On Oh Love (basso e sintetizzatore nel brano Hey Lord Take Me Over)

### Partecipazioni
- 1992 – Artisti Vari – Encino Man (Music From The Original Motion Picture Soundtrack) (basso nel brano Young And Dumb con i The Scream)
- 1995 – Artisti Vari – Jeffology - A Guitar Chronicle (basso nei brani Led Boots, Cause We've Ended As Lovers, Blues Deluxe, Head For Backstage Pass e People Get Ready)
- 1996 – Artisti Vari – Spacewalk: A Tribute to Ace Frehley (basso in tutti i brani tranne che in Rip It Out di Scott Ian, Fractured Mirror di Dimebag Darrel e Take Me To The City di Ace Frehley)
- 1996 – Artisti Vari – Thunderbolt: A Tribute to AC/DC (basso nel brano Whole Lotta Rosie con Stephen Pearcy e Tracii Guns)
- 1997 – Artisti Vari – The Last Time I Committed Suicide (basso nel brano Ride My Heart con i Pet)
- 2000 – Artisti Vari – Bat Head Soup: A Tribute to Ozzy (basso nel brano Children Of The Grave con Paul Gilbert e Jeff Martin)
- 2010 – Artisti Vari – New World Man: A Tribute (basso nei brani New World Man, Fly By Night e Force Ten)
- 2018 – Artisti Vari – Deadpool 2 (Original Motion Picture Soundtrack) (basso nel brano Mutant Convoy di Tyler Bates)